# Alon Talmi
Alon Talmi (* 7. Oktober 1914 in Tel Aviv; † 2001) war ein Professor für Chemie und Dekan der Universität Tel Aviv.

## Biographie
Talmi war ein Sohn des Journalisten Yehoshua Radler-Feldman Ha-Talmi (1880–1957), genannt Rabbi Binyamin, einem der Gründer der Brit Shalom.
1934 war er noch unter seinem früheren Namen Alon Feldmann Mitglied der Chugim Marksistim (marxistischer Zirkel der linken Poalei Tzion).
Ab 1951 war Alon Talmi Scientific Attaché für Israel.
Als akkreditierter Beobachter und wissenschaftlicher Berater Israels nahm er vom 17. bis 20. Dezember 1951 in Paris an der Konferenz zur Gründung eines europäischen Kernforschungszentrums teil.
Von 1960 bis 1968 war er Associated Professor of Chemistry an der Bar-Ilan-Universität.
Seit 1961 hatte er zudem eine Professur an der Universität von Tel-Aviv inne.
Talmis Hauptinteresse neben seiner wissenschaftlichen Tätigkeit galt immer dem Verstehen des Zusammenspiels des menschlichen Geistes in Verbindung mit dem Körper. Er traf 1949 Moshé Feldenkrais in Paris und bald darauf wurden beide enge Freunde. In eines der Bücher, die Feldenkrais an Talmi schickte, schrieb er die Widmung: „Für meinen Freund Alon Talmi, dessen Gespräche mir für die Klärung meiner Gedanken weit mehr geholfen haben, als ich zuzugeben bereit bin.“ Talmi trug wesentlich dazu bei, dass Feldenkrais zurück nach Israel kam.
Als dieser 1968 sein erstes Training in Tel Aviv begann, war Talmi einer der Teilnehmer. Danach gab er seine wissenschaftliche Tätigkeit auf und widmete sich ganz der Körperarbeit.

## Funktionale Integration
Talmi legte viel Wert auf die Wichtigkeit einer präzisen, wissenschaftlichen Formulierung der Prinzipien, welche in dieser „Technik“ Verwendung finden, obwohl er die große Bedeutung der Intuition für diese Arbeit nicht unterschätzte. Er hatte das Material zusammengefasst, das er von Feldenkrais und anderen Lehrern lernte, und entwickelte daraus und aus seinen eigenen Forschungen und Erkenntnissen sogenannte „Berührungslektionen“. Diese stellen als Lehrkonzept die Grundlage zum Erlernen der Funktionalen Integration dar. Sie erlauben tiefgehende Verbesserungsmöglichkeiten des menschlichen Bewegungsapparates durch ihre hohe Wirksamkeit und Präzision.
Jede „Berührungslektion“ befasst sich mit dem gesamten Körper der behandelten Person, lenkt aber die Aufmerksamkeit zu einem speziellen Aspekt der körperlichen Muster in einzelnen Körperteilen des Klienten.
Verschiedene Schüler Alon Talmis arbeiten heute mit eigenen Varianten seiner Körperarbeit, z. B. die Ärztin Katharina Krassnig, die Kultur- und Sozialanthropologin Nurit Sommer und der Choreograph und Bewegungslehrer Martin Gruber sowie die Feldenkrais-Trainerin Yeudith Silver.

## Bewusstheit durch Bewegung
Talmi war davon überzeugt, dass die Gruppenarbeit („Bewusstheit durch Bewegung“), in welcher der Lernende nur verbale Anleitung durch den Lehrenden erhält, ein exzellentes Medium für das Bewusstwerden der Bewegungsspielräume im Körper ist – sowohl für junge, in ihren Bewegungsmustern nicht eingeschränkte Menschen als auch für solche, die durch die individuelle Einzelarbeit in „Funktionaler Integration“ von ihren einschränkenden Bewegungsmustern befreit wurden.
Dieselbe Art der Gruppenarbeit hielt er jedoch für andere Menschen, die unbewusst ihre chronisch eingeschränkten Bewegungsmuster nutzen, für ungeeignet: Im Rahmen der Gruppenarbeit könnten diese Bewegungsmuster verstärkt werden und sogar zu Verletzungen führen. Diese Gefahr wäre laut Talmi vor allem in zu großen Gruppen gegeben.